# 石臼街道
石臼街道，是中华人民共和国山東省日照市东港区下辖的一个乡镇级行政单位。

## 行政区划
石臼街道下辖以下地区：
振兴社区、隆华社区、鑫鑫社区、宏达社区、东方社区、明阳社区、顺达社区、观海社区、中盛社区、文化路社区、石臼路社区、万平社区、怡海社区、华林社区、祥博社区、林海社区、阳光社区、荣安社区、望海社区、港欣社区、港盛社区和港荣社区。